# Laura Richardson
Laura Richardson (Los Angeles, 14 aprile 1962) è una politica statunitense, membro della Camera dei Rappresentanti per lo stato della California dal 2007 al 2013.

## Biografia
Figlia di un uomo di colore e di una donna bianca, la Richardson studiò alla UCLA e nel 1987 trovò lavoro presso la Xerox Corporation. Successivamente negli anni novanta ottenne un MBA dalla University of Southern California.
Nel 2000 venne eletta come democratica all'interno del consiglio comunale di Long Beach e vi rimase fino al 2006, anno in cui approdò all'Assemblea di stato della California.
Dopo appena un anno la Richardson prese parte alle elezioni speciali per determinare il successore della deputata della Camera dei Rappresentanti Juanita Millender-McDonald, deceduta per un cancro al colon. La Richardson riuscì a prevalere sugli avversari e venne eletta al Congresso.
La Richardson venne rieletta sia nel 2008 che nel 2010, ma nel 2012 a causa della ridefinizione dei distretti congressuali si trovò a competere con la collega democratica Janice Hahn. Il Partito Democratico della California decise di appoggiare nella gara la Hahn piuttosto che la Richardson e alla fine la Hahn prevalse. La Richardson fu così costretta ad abbandonare la Camera dopo sei anni.
Laura Richardson è giudicata una democratica liberale e quando era deputata faceva parte del Congressional Progressive Caucus e del Congressional Black Caucus.